# Jaderný magneton
Jaderný magneton je fyzikální konstanta užívaná jako jednotka k vyjádření magnetického momentu atomového jádra. Jde o analogii Bohrova magnetonu, který popisuje elektron. Definiční vztah a hodnota jaderného magnetonu je
{\displaystyle \mu _{\mathrm {N} }={e\hbar  \over 2m_{\mathrm {p} }}=5{,}050\,783\,7393(16)\times 10^{-27}\,\mathrm {J/T} =3{,}152\,451\,254\,17(98)\times 10^{-8}\,\mathrm {eV/T} \,,}
kde {\displaystyle e} je elementární náboj, {\displaystyle \hbar } je redukovaná Planckova konstanta a {\displaystyle m_{\mathrm {p} }} je hmotnost protonu. První uvedená hodnota je v základních jednotkách soustavy SI – joule na tesla, u druhé hodnoty jsou místo joulů elektronvolty.